# Morsures (film, 1979)
Pour les articles homonymes, voir Morsures.
Pour plus de détails, voir Fiche technique et Distribution.
Morsures (Nightwing) est un film américain réalisé par Arthur Hiller, sorti en 1979.

## Synopsis
Le jeune Duran, député d’une réserve indienne Hopi au Nouveau-Mexique, enquête sur une série de mystérieuses mutilations de bétail. Abner Tasupi, un ancien guérisseur aigri qui a élevé Youngman après la mort de ses parents, révèle qu’il a tissé un sort pour mettre fin au monde cette nuit-là. Cependant, Youngman suppose que Tasupi ne fait que babiller sous l’influence de la racine de datura. Le lendemain matin, Youngman trouve le corps exsangue d’Abner sur le sol de sa cabane, et à proximité, il découvre un muppet mort et la plupart de ses marionnettes.
Le président du conseil tribal, Walker Chee, a découvert une strate de schistes bitumineux dans le canyon de Maskai, la terre la plus sacrée du domaine de la tribu. Walker dynamite les grottes dans le but de libérer du pétrole et prévoit de vendre les droits de les traiter au magnat Roger Piggott de Peabody Oil. Walker est désespéré d’empêcher la nouvelle des attaques de fuiter dans les médias avant de conclure l’accord.
Bien que le bon sens lui dise le contraire, la foi de Youngman dans les croyances tribales et les superstitions l’amène à soupçonner que les morts inexpliquées pourraient être liées au sort d’Abner. Le scientifique britannique Philip Payne est certain qu’ils sont l’œuvre de chauves-souris vampires infectées par la peste bubonique. Alors que les chauves-souris se répandent dans toute la région, envahissant le campement d’un groupe de missionnaires et infectant tout le monde sur leur passage, Philip et Youngman unissent leurs forces à celles d’Anne Dillon, une jeune étudiante en médecine blanche qui dirige une clinique délabrée dans la réserve et qui est amoureuse de Youngman. Ils suivent les chauves-souris jusqu’à leur repaire et finissent par les détruire.

## Fiche technique
- Titre original : Nightwing
- Titre français : Morsures
- Réalisation : Arthur Hiller
- Scénario : Steve Shagan, Bud Shrake et Martin Cruz Smith d'après le roman de ce dernier
- Musique : Henry Mancini
- Pays d'origine : États-Unis
- Format : Couleurs - 1,85:1 - Mono
- Genre : horreur
- Date de sortie :
  - États-Unis : 22 juin 1979
  - France : 4 juin 1980

## Distribution
- Nick Mancuso (VF : Pierre Hatet) : Duran
- David Warner (VF : Jean Topart) : Phillip Payne
- Kathryn Harrold (VF : Martine Messager) : Anne Dillon
- Stephen Macht (VF : Pierre Santini) : Walker Chee
- Strother Martin (VF : Bruno Balp) : Selwyn
- George Clutesi (VF : Georges Hubert) : Abner Tasupi
- Ben Piazza (VF : Roger Rudel) : Roger Piggott
- Donald Hotton (VF : Jean-Pierre Dorat) : John Franklin
- Charles Hallahan : Henry
- Judith Novgrod (VF : Martine Irzenski) : Judy
- Pat Corley (VF : Michel Gudin) : le vétérinaire
- Alice Hirson (VF : Claire Guibert) : Claire Franklin
- Danny Zapien (VF : René Arrieu) : Joe Mamoa
- Peter Prouse (VF : Roger Lumont) : le docteur
- Wade Stevens (VF : Marc François) : le jeune ambulancier